# Payera glabrifolia
Payera glabrifolia là một loài thực vật có hoa trong họ Thiến thảo. Loài này được J.-F.Leroy ex Buchner & Puff mô tả khoa học đầu tiên năm 1993.